# Hans Cattini
Hans Cattini (ur. 24 stycznia 1914 w Grono, zm. 3 kwietnia 1987 w Lozannie) − szwajcarski hokeista, uczestnik Zimowych Igrzyskach Olimpijskich 1936 i Zimowych Igrzyskach Olimpijskich 1948. Brat Ferdinanda Cattiniego. Uważany za jednego z najlepszych graczy w historii szwajcarskiego hokeja.

## Kariera sportowa
W 1936 roku, Hans Cattini brał udział w zimowych igrzyskach olimpijskich w hokeju na lodzie, gdzie wraz ze szwajcarską reprezentacją zajął 13. miejsce (ostatnie; wraz z reprezentacją Łotwy i Belgii). Po II wojnie światowej, podczas kolejnych zimowych igrzysk olimpijskich znowu reprezentacja Szwajcarii wystartowała, tym razem uzyskując 3. miejsce i brązowy medal.
Był wieloletnim zawodnikiem HC Davos oraz Lausanne HC, w którym pod koniec kariery był grającym trenerem.
W 1998 pośmiertnie został przyjęty do Galerii Sławy IIHF.